# Umbu (Gido)
Umbu is een bestuurslaag in het regentschap Nias van de provincie Noord-Sumatra, Indonesië. Umbu telt 738 inwoners (volkstelling 2010).